# Осмоловський Юрій Володимирович
Юрій Володимирович Осмоловський (1918, Черкаси — 1980) — український лікар-хірург. Почесний громадянин міста Олександрії. Заслужений лікар УРСР з 1968 р.

## Життєпис
Юрій Осмоловський народився у 1918 р. в місті Черкаси, закінчив Київський медичний інститут у 1940 р. Був учасником Другої світової війни, за участь у боях нагороджений орденом Червоної Зірки і орденом Вітчизняної війни ІІ ст., медаллю «Партизанові Вітчизняної війни» та вісьмома медалями.
З грудня 1950 р. працював у місті Олександрія на посаді головного лікаря міської лікарні № 1. Широко використовував новітні досягнення медичної науки при діагностиці і лікуванні хворих. Одним з перших у Кіровоградській області почав займатися радикальними операціями на органах грудної порожнини, за введення торакальної хірургії у практичну медицину в 1961 р. наказом Верховної Ради СРСР був нагороджений Орденом Леніна.
Нагороджений знаком «Відмінник охорони здоров'я» і медаллю «За доблесну працю». Атестаційною комісією при Кіровоградському відділі охорони здоров'я у 1966 р. Юрію Осмоловському була присвоєна вища категорія лікаря-хірурга.
Заслужений лікар УРСР з 1968 р.

## Вшанування пам'яті
Почесний громадянин Олександрії.
На стіні центрального корпусу Олександрійської лікарні Юрію Осмоловському було встановлено меморіальну дошку.
19 лютого 2016 на честь Юрія Осмоловського в Олександрії було названо вулицю поруч з Олександрійською центральною лікарнею.

## Джерело
- Почесні громадяни Олександрії